# CUTV
CUTV (pour Concordia University Television) est une chaîne de télévision québécoise de langue anglaise fondée en 1969 à Montréal. Il s'agit de la télévision communautaire du campus de l'université Concordia.

Logo.

Enregistrée comme organisme à but non lucratif, elle diffuse en partie à l'aide de la plateforme Livestream.

## Grève étudiante québécoise de 2012
La station gagne en visibilité au printemps 2012 par sa couverture en direct des manifestations tenues durant la grève étudiante québécoise de 2012 et contre le Plan Nord du gouvernement Jean Charest. La présence de CUTV au sein même des manifestants entraîne les artisans de la chaîne dans des situations similaires que vivent ces derniers. Ainsi, certains cadreurs sont aspergés de gaz poivre durant les événements, et l'un d'entre eux est arrêté début avril en plus de voir son matériel saisi par les policiers du SPVM,,.
Les images tournées par CUTV durant ces événements ont été récupérées, parfois sans permission, par plusieurs réseaux de télévision.